# バッカーノ! (2000年代)
本稿では成田良悟のライトノベル『バッカーノ!シリーズ』（電撃文庫）の2000年代のエピソードについて説明する。
- バッカーノ! 2001 The Children Of Bottle
- バッカーノ! 2002 【A side】Bullet Garden
- バッカーノ! 2002 【B side】Blood Sabbath

## 概要
最初のシリーズから約70年後の話を書いた作品。構想自体は1931執筆以前に立てた物で、当初は2001年のみの予定であったが、好評だったため編集から続きを書かないかと言われシリーズ化した。この後1700年代も加わり、3つの異なる時代を書いた大河作品となる。1711年に不死者となった人物の内、この時代まで生き残った未登場の不死者全員が登場する。

## あらすじ
2001 The Children Of Bottle
2001年冬。30年ほど前から、錬金術師マイザーは友人で同じく錬金術師のチェスと共にかつての錬金術師の仲間たちを探して世界中を旅していた。2人は、仲間の1人エルマー・C・アルバトロスについての情報を得て北欧のある村に向かう。旅の途中で再会を果たしたシルヴィ・リュミエール、ナイルの2人も連れて。
彼らは、深い森に佇む古風な集落の中に足を踏み入れる。しかし突然、大勢の住民たちに包囲されてしまう。村長のデズを始め、強い警戒を示す住民らは、悪魔を刺激したくないとして4人を追い払おうとするが、マイザーが口にした「エルマー」という名を聞くと途端に恐怖の表情を露にした。どうやらエルマーこそ悪魔の正体であるらしく、さらに村人たちは4人を「悪魔の友人である」と判断し、今にも襲い掛からんとしたところ、そこへ3人の少女が現れる。少女たちは、4人はエルマー様の客人だと言い放ち、彼らを森の奥、エルマーの下へと案内していった。
村長、少女達、そして村を覆う違和感。悪魔と呼ばれ恐れられている友人エルマー。閉鎖された静かな村を舞台に、馬鹿騒ぎの幕が開ける。
2002 Bullet Garden / Blood Sabbath
2002年8月。太平洋を日本へ向かい航行中の全長300メートルを有する超巨大豪華客船「エントランス号」。マルティージョの上級幹部フィーロは、妻エニスともう一人の家族であるチェスを連れ、日本への新婚旅行のため乗船していた。そんな彼らの他には、マルティージョへ私怨を抱き、フィーロに復讐を果たそうとする密航した不良少年の一味や、全米に名の知れた子役ハリウッドスターとその弟で同じく有名な子役スタントマンが乗船し、さらには自らを『仮面職人』と名乗る「ビジネスマン」たちと、彼らを追う者達も乗り込んでいた。
一方で日本からアメリカへ向かう姉妹船「イグジット号」にも負けず劣らずの様々な乗客たちがいた。友人の招待で旅行気分で船に乗り込んだ、齢300年を越える不死者たち。そして、彼ら不死者の身柄を狙う宗教団体の教主と信者たち。また、「ビジネスマン」の新米社長と彼の側近、その他大勢の部下。
眺めているだけでも満足させるような絢爛豪華な2隻だが、その最大の売りは太平洋上で両船がすれ違うイベント。しかし、今回はその通りになるとは限らない。まるで70年前、あの列車での出来事を再現するかのように脱出不可能な2つの空間内で次々と事件が起こり始める。全ては模倣犯（コピーキャット）の狙い通りに収束していくのか？

## 登場人物

### マルティージョ・ファミリー
マイザー・アヴァーロ（MAIZA AVARO）
声 - 宮本充
300年前、船上で悪魔を召喚した錬金術師で不死者。セラードに同じく不死者であった弟を喰われた。ファミリーでは「出納係（コンタユオーロ）」を担当。フィーロとは信頼出来る関係にあり、彼を弟のようにかわいがっている。温厚で礼儀正しいが、ファミリーのことを侮辱されると表情には表さないがかなり恐くなる。またナイフ捌きもフィーロを上回るほどの腕前。
1970年頃に錬金術師の仲間達を捜す旅に出ており、2002年に帰ってきた。
チェスワフ・メイエル（CZESLAW MEYER）
声 - 神田朱未
チェスと呼ばれている。見た目は少年だが300年以上を生きる不死者。セラードが裏切り、不死者達が散り散りになった後、保護者代わりであったフェルメートと共に行動していたが、彼がチェスに凄惨な虐待をし始め最後にはチェスを喰おうとしたので逆に彼を喰った。彼の心にはいつ自分が喰われるかという恐怖心しかなかったことを知り、愕然となる。その後、子供の外見を利用して、大人達を欺いて生きてきた。しかし「フライング・プッシーフット」の事件でクレアに未知の痛み（様々な拷問。その後もトラウマになってしまっている）を覚えさせられ、アイザックやミリアが真にチェスを心配する気持ちにふれ、多少改心したようである。その後はフィーロやエニスと共に暮らしている。普段は外見相応の少年の話し方をするが、実際の一人称は「私」で、口調の荒いマイザーのような話し方をする。遠出をするたびにトラブルに巻き込まれるため、旅行と相性が悪いと考えている。マイザーが1970年頃に錬金術師の仲間達を捜す旅に出た時にフィーロ達への後ろめたさから同行を申し出たが、2001年にアメリカに戻る。
2002年には、フィーロとエニスと共に、家族旅行として豪華客船「エントランス」にて日本に向かうが、その際にジャグジーの子孫、ボビー一味と関る。クレアに対するトラウマはまだ健在で、彼の曾孫であるクローディアには振りまわされっぱなしである。チェス自身が喰ったと思われたフェルメートだが、2002年旅先の京都で再会し、チェスのトラウマを執拗に責める発言をしている。恐怖に囚われたチェスは、フェルメートの頭上に右手を乗せるものの、フェルメートから自分の心の変化を告げられ喰うことが出来ないままで終わる。
フィーロ・プロシェンツォ（FIRO PROCHAINEZO）
声 - 吉野裕行
本作の中心人物のひとり。とある事件で不死者となった。見た目は若いがニューヨークのカモッラ、マルティージョ・ファミリーの幹部。幹部昇進後、違法カジノの仕切りを任される。童顔である為、実年齢よりも2-3歳若く見られていた。18歳の時に出会ったエニスに一目惚れするが、恋愛は奥手。ずっと同居していて結婚までに50年ほどかかった。
マイザーがかつての仲間を探しに出たときは組織の出納係を担当し、長年のあいだにマイザーそっくりな物腰を身につけ、髪型をやや変えて伊達眼鏡をかけるようになった。が、それは組織としての顔であり、素の性格は全く変わっていない。また、カジノの仕切りをやっていた経験からか、ギャンブルは強い。
エニス（ENNIS）
声 - 小林沙苗
セラードによって造られた人造人間（ホムンクルス）で、彼の運転手を勤めていた。外見はフィーロより少し年上くらいで、女物の黒いスーツを着ている。セラードの不死の細胞ととある女性の細胞によって造られた、セラードの肉体の一部でもある。ゆえに生殺与奪はセラードに握られる立場であったが、セラードがフィーロに喰われてしまったのでフィーロの一部となった。今までは孤独な生活を送っていたが、フィーロと出会ってから彼と惹かれあい、現在は彼を含めたチェスと同居している。セラードの命令で何人もの不死者を喰ったので多種多様な知識を持っているが、ホムンクルスであるため“理解”ができていない。また、体術に優れた者にセラードができそこないの酒を飲ませた不死者を喰らっているので体術の達人でもある。
2002年にはフィーロの妻になっているが、恋愛感情などを理解していなかったため、結婚までに50年ほどかかった。

### 不死者
シルヴィ・リュミエール
声 - 高垣彩陽
マイザーの弟・グレットの恋人。当初は、不死の酒を飲まなかったが、彼を喰ったセラードを憎み、彼に復讐する為に美しくなってから不死の酒を飲んだ。その後、歌手となって各地を転々としていたようだが、1970-2001年の間にかつての仲間を探しにきたマイザーに付いて行き、エルマーを探す際に同乗していた。外見が子供のままのチェスが気に入っている様子。
船に乗っていたときは17歳だが、美しさを磨いて20代になってから酒を飲んだ。絶世の美女、夢魔を思わせる妖艶さとまで評されるほどの美女になっている。エルマー曰く「シルヴィ・20代バージョン」。
2001年のとある村での事件の後、ナイル、エルマーと共に日本に田九郎を探しに向かった。田九郎を見つけた後はフィルの一人と同居しながら日本に滞在していた。2002年、ヒューイの招待状で豪華客船「イグジット」に搭乗し、アメリカに向かう。事件後は、FBIに拘束されてアメリカに滞在中。
ナイル
声 - 坂口候一
不死となったことで死を忘れることを恐れ、戦場の前線に参加するようになったが死を間近に見すぎたせいで、逆に死を日常的なものと思うようになってしまった。その死に対した無表情を他人に見られることを恐れ、極彩色の仮面を常に付けている。口癖は「あえて〜しよう」（「あえて言おう」など）。王となる為に考古学者に拾われ、母なる大河（ナイル川）の名前をつけられた、と本人は言っているが詳細は不明。1934年にレイルの起こした爆発事件での警察の事情聴取を受けた人の中に、ナイルらしきしゃべり方の人物がいる。ベルベル語と中国語と英語とインドネシア語が話すことができるが、日本語は不勉強。
2001年のとある村での事件ののち、シルヴィ、エルマーと共に日本に田九郎を探しに向かった。日本滞在時に殴り合いの喧嘩で負けたらしく、本人にとっては思い出したくない思い出となった。2002年、ヒューイの招待状で豪華客船「イグジット」に搭乗し、アメリカに向かう。事件後は、FBIに拘束されてアメリカに滞在中。
エルマー・C・アルバトロス
声 - 大畑伸太郎
ハッピーエンドの為ならばどのような手段も厭わない「笑顔中毒者（スマイルジャンキー）」。「Mr.ハッピーエンド」とも呼ばれる。かなりの洞察力の持ち主でもあり、他人の心中なども見抜いたりする。
人を笑わせるため（と本人は思っている）にいろいろと冗談を言ったり、ふざけたりするが、「嘘じゃない」と最初につけた場合は本当のことを言っているらしい。シルヴィ曰く「船に乗っていた錬金術師の中で一番奇妙な奴」。元はとある宗教団体で生贄となる為に育てられ、かつ虐待を受けてきた影響で、幸福という感情が分からなくなった。そのため不死者となった今では、自分の笑顔を信じるため、人に笑顔と幸せを望み続けている。聖人のようにも思えるが、善と悪の区別をせず、状況も心境も関係無く、相手に心からの笑顔を要求する様子は、むしろ悪魔に近い。事実、エルマーの歪みを直接目の当たりにしたヒューイやフェルトは、彼を「純粋な悪」だと評している。
ヒューイに最初に持たれた印象は最悪だったが彼自身が認めるただ一人の親友。2001年のとある村での事件ののち、シルヴィ、ナイルと共に日本に田九郎を探しに向かった後、2002年、ヒューイの招待状で豪華客船「イグジット」に搭乗し、アメリカに向かう。事件後はルキノら「仮面職人」と行動を共にする。
なお、1931年には「フライング・プッシーフット」の件に乗客として直接関わっていた。その際、後述のフェルメートと一度再会を果たしている。後述のヒューイ、モニカと並んで組織としての「仮面職人」の創設者。また、前述の宗教教団「SAMPLE」から贄神として崇められていた。2002年、イグジットに搭乗した際にエルマー達を捕まえようとした、「仮面職人」の現頭領ルキノ・B・カンパネルラと邂逅。数日後、船内で再会したエルマーは放送や、彼の出身地、顔立ちから誰の子孫かを見抜く。ルキノが当惑するものの、エルマーは自分が現在も一員だとして、協力を申し出て事件を終結へと導いた。事件後はナイルたちにあきれられながら「仮面職人」のクルーザーに密航し、ルキノたちと同行している。フェルメートのチェスに対する「変な感情」には気づいていた模様。
東郷 田九郎（とうごう でんくろう）
声 - 斧アツシ
日本人。エルマー曰く「ニンジャ」。歩いて日本へ帰ろうとしたが、北極で氷漬けとなり、ソ連の原子力潜水艦に発見されるまで250年間身動きが取れず。KGBに追われて逃げまわった上に東西冷戦に巻き込まれ、ベルリンの壁崩壊まで帰国できず。ようやく帰った時にはとっくに家系は滅んでいた。シルヴィを独自に追っていたが、マイザーと入れ違いになってしまい結局再会はならず。1990年ごろは日光江戸村にいたらしい。マイザーたちと再会するまでは世界を転々としていた。シルヴィに惚れているフシがある。2002年、ヒューイの招待状で豪華客船「イグジット」に搭乗し、アメリカに向かう。事件後は、FBIに拘束されてアメリカに滞在中。本人曰く、北極海を徒歩で移動中フェルメートの罠に嵌り、眠らされて箱詰めでクレバスに落とされたとのこと。
ヴィクター・タルボット
声 - 下山吉光
FBI所属。極秘に不死者関連の事件を追っている。マフィアやカモッラ等の無法者達を毛嫌いしている。規律に厳しく、言動もひねくれているため嫌な奴だと誤解されがちだが、自分の住む国と国民をとても好いている。己を憎まれ役にすることも厭わない偽悪者。
2002年はフィーロ達のパスポートを手配したり、シージャックの事後処理に動いたりと何かと苦労を重ねていた。その過程で昔の不死者達を再会を果たすこととなる。
ラブロ・フェルメート・ヴィラレスク
声 - 成田剣
ダルトンに天才と評された錬金術師。1710年にヒューイの恋人であるモニカを殺害した真犯人。後にアドウェナ・アヴィス号に乗り不死者となる。本来不死者は偽名を名乗れないが本名をそれぞれ小分けにすることで、長年にわたり気づかれずに暗躍を続けていた。最低でも2度喰われているが、なぜか現在も生存している。
フェルメートとしては船の仲間が別れた時、チェスの保護者を引き受けたが、チェスのことは暇潰しに最適程度にしか思っておらず、仲間がセラードに喰われた知らせを受けた後は「いつか喰われるのでは」と恐怖を抱いていた。ある日チェスを喰おうとするが、思わぬ反撃に会い逆に喰われてしまう。歪んだ思いはチェスに全て受け継がれ、彼を苦しめることになった。
ラブロとしては後にセラードに喰われたある錬金術師に『喰われて』いて、1930年にセラードはフィーロに喰われることとなり、現在ラブロの記憶はフィーロの中にもある。フィーロはそれを覗くことに強い禁忌を感じており、思い出そうとはしない。
さらに、2002年時の豪華客船での事件を引き起こした張本人であり、「仮面職人」の「四苦」の一員「生」（ライブ） であり「エントランス号」でフィーロと同乗した殺し屋アンジェロの仲間「解体屋」でもあり、300年以上続く邪教団「SAMPLE」では監察役ヴィラレスクとして道主をも選別できる立場にもあった。これら全てが、自分の抱える少年少女達を困らせる為だけに行ってきたような言動がある。多種多様な人物に成りすまし、時に下卑た笑い方をするなど、非常に巧妙に本心を隠して行動できる。「イグジット号」から脱出した後、道主ブライドが瀕死の折に、生きたいか？と尋ねている。そして、その後の言動から未完成品の不死薬を作り出しているようだ。道主ブライドがそれを断り、海に沈むと、さらって来た元贄神イルネスを新たな道主ブライドとして据えた。客船事件の失敗から表舞台に立つ決意をする。1931年の「フライング・プッシーフット」の事件では、エルマーと共に事件に関わっていた。一部の仲間からの評判もあまり芳しくなく、ヒューイに至っては「嫌悪に値する劇薬」扱いしていた模様。誰に対しても飄々とした態度をとっているが、唯一エルマーのみを嫌っている。作者曰く「ラスボス」。

### ウォーケン一族
クローディア・ウォーケン
クレアことフェリックス・ウォーケンとシャーネの曾孫。2002年の時点で14歳。
マルティージョの面々とも面識がある。赤いくせっ毛の髪に金色の瞳を持つ美少女で、映画子役として活躍している。同じ顔で千の貌を紡ぎ出すといわれるほどの演技力と、スターながら仕事を選ばないその姿勢で、全米中に数多くのファンを獲得している。性格と行動力がクレアに似ており、「私が生まれた瞬間から世界は私のもの。私が世界を受け入れている」という考えを持っている。同時に、この彼女の世界に一度受け入れた者を決して排除しない度量の深さを併せ持つ。
2002年の事件後、行方不明となったイルネスを探すため、探偵会社所属のシリスに調査を依頼、自らの世界の一部を取り戻すために動き出す。
シャロン・ウォーケン
クレアことフェリックス・ウォーケンとシャーネの曾孫で、クローディアの実の弟。2002年の時点で13歳。
ストレートな黒髪（赤毛を染めている）と金色の瞳を持つ、美少女と見まごうほどの美少年。クレア譲りか類い希な運動神経を持ち、映画の子役専門のスタントマンとして活躍している。しかし、幼い頃からキースのところによく預けられていたためか、曾祖母であるシャーネに匹敵するほど無口で、「しゃべるのが苦手」として役者になるのは拒んでいる。クローディアに「かわいいこと言いなさい」と言われて猫の鳴き真似をしたり「かわいいことしなさい」と言われて雑誌を丸めて遊ぶなど、ユニークな面も見せる。なお、電話でキースがよくしゃべることについては「電話の精霊がしゃべっている」と語った。2002年の事件で、「解体屋」の口調で無線機に向かってしゃべるライブ（「生」）の姿を目撃。これをルキノとアンジェロに伝えたことが、事件収束のきっかけとなった。

### 不良集団（ボビー一味）
ボビー・スプロット
マルティージョ・ファミリーの縄張りで悪事を働く少年達のリーダー格で、ジャグジー・スプロットとニースの曾孫。2002年の時点では14歳。しかし、ジャグジーのような人望はあまり無く、頭脳面でも考えなしの行動が多い。トロイ曰く、娼婦に弄ばれた過去から女性は苦手だが、好みは小麦色に日焼けした女性で、カルネアに気がある模様。2001年に「私」からカメラを盗んだ犯人もボビーたちである。カメラをロニーに奪い返されたことでマルティージョを逆恨みし、仲間とともにフィーロが乗った豪華客船に密航して仕返しをしようとたくらむ。2002年の事件後は、カルネアに近づこうとマルティージョ・ファミリーの雑用係として働くこととなる。
ボビーの仲間
全員ボビーがつけたあだ名で呼ばれている。コンピュータウイルスのトロイの木馬を集めることを趣味としている黒人の少年トロイ、ふとっちょ少年のハンプティ、背の高いトールの3人。2002年の事件後は、ボビーと共にマルティージョ・ファミリーの雑用係として働くこととなる。

### 仮面職人
ルキノ・B・カンパネルラ
「仮面職人」の社長であり、社内1番の若手で通称ルーキー。人殺しは苦手で、触感と罪悪感で毎回吐いてしまう。
表の顔は「ルーキー・ウォーロック」というマジシャンで、豪華客船「イグジット」にも手品ショーのキャストとして乗り込んだ。自身も、親から仕込まれた手品を気に入っている節がある。
モニカ・カンパネルラは実の先祖であり、同様に先祖であるヒューイ・ラフォレットをモニカを殺したとして怨んでいる。2002年の事件後は、エイジングや「仮面職人」の生き残り、同行したエルマーらと行動している模様。エルマーからラブロ・フェルメート・ヴィラレスクがモニカ殺害の真犯人だと教わる。
イルネス（「病」）
組織の最高戦力「四苦」の一員である少女。黄色と黒で構成されたゴシック調のドレスに日傘という特徴的な身なりをしている。幼少時代に宗教教団「SAMPLE」から贄神として崇められ、残虐な仕打ちを受け続けた過去がある。当時命を犠牲にしてまで自分を助け出そうとしてくれた少年達の行動に感謝する一方、自分は生きるために殺人を続けている現状を病気と考えており、そのためか組織に対して多少反抗的になることがある。2002年の事件の際には「エントランス」に乗船。船上で出会ったクローディアと友達になり、その生き方に憧れを持ち、影響を受けるかつて自分を救ってくれた少年達のように、友人のクローディア達を守るため「SAMPLE」の面々に立ち向かい、撃退に成功する。しかしその後「SAMPLE」の手の者に拉致され、再び教団に囚われた。ヴィラレスクに次の道主「ブライド」に指名される。
エイジング（「老」）
「四苦」の一員。外見は、20代後半から30代前半の身長2m以上、筋骨隆々の美女である。しゃべり方がジジイ口調で、カッカッカ…と高笑いする。運動能力も見た目通りで、映画『ターミネーター』に登場したM134ミニガンを片手で操ったり、もう片方では刃渡り80センチ以上のグルカナイフを振り回したり、さらには忍者紛いの体術をこなしたりすることが出来る。性格面でも、捕獲対象のナイルに会いに行って直接仮面を付けている理由を聞いたりと、正に豪傑。一方で、ルキノに対してはからかいつつも母性的な面が随所に見受けられる。ルキノと豪華客船「イグジット」に乗船。事件後は、ルキノ、エルマーや「仮面職人」の生き残りと共にクルーザーで脱出した。
デス（「死」）
「四苦」の一員。元傭兵で「仮面職人」でも一番の実力を持つ。
経験豊富で実戦経験もあるが、長く生きられない病を患っていたらしく、戦場で死にたいと常々口にもらしていたが、シージャック実行の前の南米での仕事中にアンジェロに狙撃され生命を落とした。

### 南米の麻薬組織
カルネア・カウフマン
褐色の肌と金色の髪が特徴の少女。豪華客船「エントランス」で密航している際にボビー達と出会い、行動を共にする。彼女の父は「仮面職人」によって壊滅状態にされた南米の麻薬組織のボスであり、現在はカルネア自身がボスとなっている。しかし組織がどんな仕事をしているのかはよくわかっていない。ボディガードであるアンジェロのことを信用しており、2002年の事件の時には彼を心配して解体屋の手引きで船に乗り込んだ。また、見知らぬ自分に協力してくれるボビーを純粋に信頼している。事件後は、アンジェロと共にマルティージョ・ファミリーの世話になる。
アンジェロ
組織専属の殺し屋。凄腕のガンマンで、狙撃手として一流の腕を持つ。古風な人間で、絶対に女子供は撃たない主義の人物。アントニオ・バンデラスに風貌が似ているらしい。元はストリートチルドレンで、そこで地元警官による掃討に遭う。後に復讐として女子供以外の町の住人を皆殺しにした。特殊な才能はないが、運よく生き続けた経験で超一流の技術を身につける。その後、カルネアの親がボスをつとめる南米の麻薬組織に身を寄せていた。「仮面職人」に組織を壊滅させられ、復讐のために彼らが乗り込む「エントランス」に乗船する。2002年の事件後は、船で出会ったフィーロの紹介でカルネアと共にマルティージョ・ファミリーに用心棒として世話になる。スペインで生活している妻子がいる。仕送りをしながらたまに顔を出している。妻の方はかなり強引で、アンジェロも殺されかねないほどの包丁捌きを誇るらしい。子供の名前がカルロスということから、『越佐大橋シリーズ』のガンマン、カルロスの父ではないかと思われるが詳細は不明。

### 宗教教団「SAMPLE」
ブライド
命名は奈須きのこ。宗教集団「SAMPLE」第43代目の道主。ブライドは代々道主が呼ばれる号名で、本名ではない。理知的な眼鏡をかけており、研究生らしい風貌をしている。普段は調子のいい口調でしゃべる男だが、注射器で薬を打つことによって性格が一変し、教祖らしい荘厳とした態度になる。薬といってもただのブドウ糖である。エルマー、チェスら不死者の捕獲と、元教団の巫女であったイルネスの確保のために教団員を率いて、「イグジット」に乗り込む。一時は花嫁候補のシルヴィを捕えることに成功するが、結託したフィーロ達の反撃で状況が一変して敗北。自身も両腕を失い、瀕死の重傷を負う。その後、ヴィラレスクや他の教団員に後事を託して海の藻屑となった。
新宿で「オリハラ」なる人物と接触していたことから、『デュラララ!!』の折原臨也と取引を交していた可能性が高い。
ゴリラ顔の大男
「SAMPLE」の教団員。顔に似合わず理知的なしゃべり方をする。2メートルを超す長身で、人を殴り殺せる怪力を誇る。ブライドや他の教団員と共に「イグジット」に乗り込む。ブライドよりもヴィラレスクに忠誠を誓っている様子がある。サブマシンガンで撃たれても平気だったり、現場の血痕が全く残っていないことなどから、できそこないの不死者と思われる。
秘書の二人の女性
「SAMPLE」の教団員。いつもブライドの傍に二人で秘書のように寄り添っている。できそこないの不死者。ブライドら他の教団員と共に「イグジット」に乗り込む。通信室に配置された一人は、ガントレットのミニチュアのような装飾品を両手に身につけて、その指先の尖った先端で「仮面職人」を殺害した。機関室に配置されたもう一人は、ヒールのつま先に刃を仕込んでおり、蹴りの勢いまま「仮面職人」らを突き刺して絶命させた。後に通信室の女性はナイルに片手で締め堕とされ、機関室の女性は田九郎に捕縛された。事件後は見事脱出して教団に居続けている。ブライドよりもヴィラレスクに忠誠を誓っている様子がある。
リッケル
豪華客船「イグジット」の副船長。SAMPLEの教団員でもある。「仮面職人」が占拠する艦橋で船長を殺し、ゴリラ顔の大男と艦橋の奪取と「仮面職人」の抹殺を試みた。生死は不明。

### 北欧の村の住民
デズ・ニビル
村長。フェルトと同一人物。セラードの子孫が作り上げた男性型のホムンクルス。他にフェルト・ニビルとなりそこないの肉塊、二つの肉体を持っている。2001年の事件での村を出る際の騒動でデズとしての肉体を使い捨てにする。
フェルト・ニビル
デズの息子とされてきた少年。デズと同一人物。マイザー達との戦闘でなりそこないの肉塊とフェルトとしての肉体を失うが、その寸前でフィルがフェルトの意識（正確には男性型のホムンクルスの意識）を持つ水を飲んだ為、フィルの五体の肉体のうちの一体に意識が宿り生き延びる。それ以降はフィル・ニビルと名乗っている。2001年の事件後、フィルやエルマー達と一緒に村を出る。
2003年に「蜂の巣（アルヴェアーレ）」に連れと共に訪れており、アイザック・ミリアと会話をしている。
フィル
少女。セラードの子孫が作り上げた女性型のホムンクルスで、かつて五体の肉体を持っていたが、村を出る際の騒動でフェルトに所持していた肉体の一体を明け渡し、現在は四体の肉体を所持している。成長しない代わりに寿命が短いタイプのホムンクルスだったが、マイザー達の研究で寿命が延びた。2001年の事件後、フィル・ニビルやエルマー達と一緒に村を出る。
ビルト・クェーツ
セラードの子孫。不死者でも出来損ないでもない普通の人間。彼の祖父や父はセラードの助手として完全なる知識を持ったホムンクルスの創造に携わっていたが、ビルトもまたその実験・研究を引き継ぎ、村に行商人として出入りするかたわら、フィルとデズの管理を続けてきた。しかし、心中ではこのような恐ろしい研究を行ってきたことを後悔しており、2001年にマイザーら錬金術師の一行と出会ったときには、フィルの幸せのために彼女の寿命を延ばす手助けを依頼した。

### その他の人物
ジョン・ドロックス
丸々と太った体格の黒人男性。クローディア、シャロンが出演する映画『シャーク・フライト』の映画監督。やたらと完璧、パーフェクト、グレイト、エクセレント、マーヴェラス…などなどのほめ言葉を高らかに連呼して叫ぶ、テンションの高い性格。作品世界で大人気のコミックの映画作品を第二弾まで作っていることから、映画監督としての腕は確かなようだ。『デュラララ!!』にも別の作品の映画監督として名前が登場している。
シリス・アーティア
興信所サン・クリステル事務所で働くイギリス人女性。ヒルロム大学という名門大学出身で今の職場にストレートで就職する。趣味はクッキー作り。興信所自体がマフィア・政治家の身辺調査などの際どい調査も行うので、彼女自身も生命の危険を感じる修羅場に足を踏み入れた経験がある。潜入調査で宗教集団「SAMPLE」に「ルーコット・ディアス」として入団するも、教団側には正体が完全にばれており、道主の花嫁として苦痛と絶望を与えられる。半分廃人のようになりながら、教団員らと「イグジット」に乗船。しかし事件の最中で正気を取り戻し、シルヴィら不死者に危険を伝えるために行動を開始する。その後、田九郎らと合流し、命からがら生還を果たす。事件後、「SAMPLE」への敵意から、クローディアと接触してイルネス探索依頼をとり、復讐の機会を窺っている。